# Nila Moeloek
Nila Moeloek (née le 11 avril 1949) est une ophtalmologue et femme politique indonésienne. Elle a été ministre de la Santé de 2014 à 2019.